# Чемпіонат України з легкої атлетики 2014
Чемпіонат України з легкої атлетики 2014 серед дорослих був проведений 24-26 липня в Кіровограді на стадіоні «Зірка».
Первісно чемпіонат повинен був проводитись в Донецьку, проте змагання були перенесені до Кіровограду внаслідок війни на сході України.
На чемпіонаті Ганна Гацько-Федусова встановила новий рекорд України в метанні списа (67,29).

## Призери основного чемпіонату

### Чоловіки
| Дисципліни                | Золото                                                                               | Золото   | Срібло                                                                           | Срібло   | Бронза                                                                  | Бронза   |
| ------------------------- | ------------------------------------------------------------------------------------ | -------- | -------------------------------------------------------------------------------- | -------- | ----------------------------------------------------------------------- | -------- |
| 100 метрів                | Ігор Бодров Харківська область                                                       | 10,30    | Віталій Корж Сумська область                                                     | 10,34    | Еміль Ібрагімов Чернівецька область                                     | 10,65    |
| 200 метрів                | Сергій Смелик Луганська область                                                      | 20,35    | Ігор Бодров Харківська область                                                   | 20,60    | Віталій Корж Сумська область                                            | 20,65    |
| 400 метрів                | Віталій Бутрим Сумська область                                                       | 46,23    | Євген Гуцол Сумська область                                                      | 46,27    | Володимир Бураков Запорізька область                                    | 46,92    |
| 800 метрів                | Віктор Тюменцев Донецька область                                                     | 1.48,10  | В'ячеслав Олішевський Житомирська область                                        | 1.48,12  | Станіслав Маслов Київська область                                       | 1.48,23  |
| 1500 метрів               | Станіслав Маслов Київська область                                                    | 3.38,61  | Олександр Борисюк Волинська область                                              | 3.39,23  | Володимир Киц Київська область                                          | 3.39,86  |
| 3000 метрів               | Іван Стребков Тернопільська область                                                  | 7.59,51  | Олександр Борисюк Волинська область                                              | 8.03,38  | Володимир Киц Київська область                                          | 8.08,62  |
| 5000 метрів               | Іван Стребков Тернопільська область                                                  | 14.08,73 | Богдан Семенович Київська область                                                | 14.13,44 | Василь Коваль Житомирська область                                       | 14.14,76 |
| 110 метрів з бар'єрами    | Артем Шаматрин Київ                                                                  | 14,38    | Микита Захарченко Київ                                                           | 14,49    | Артем Ахкозов Дніпропетровська область                                  | 14,56    |
| 400 метрів з бар'єрами    | Денис Нечипоренко Черкаська область                                                  | 50,08    | Станіслав Мельников Одеська область                                              | 50,86    | Анатолій Синянський Одеська область                                     | 51,29    |
| 3000 метрів з перешкодами | Вадим Слободенюк Рівненська область                                                  | 8.29,82  | Ілля Сухарєв Донецька область                                                    | 8.32,69  | Павло Олійник Чернігівська область                                      | 8.49,93  |
| 4×100 метрів              | Сумська областьВолодимир Супрун Євген Гуцол Віталій Корж Віталій Бутрим              | 40,36    | Запорізька областьСергій Костенко Роман Онищенко Роман Кравцов Євген Горбачов    | 41,04    | КиївАртем Шаматрин Сергій Подолянко Кирило Хоменко Микита Захарченко    | 41,35    |
| 4×400 метрів              | Житомирська областьРоман Ярко Назарій Дзюбенко Максим Костічев В'ячеслав Олішевський | 3.11,80  | Запорізька областьМихайло Яворський Олексій Рємєнь Володимир Бураков Олег Герман | 3.14,12  | Львівська областьОлексій Мацкевич Юрій Бас Юрій Трохімчук Андрій Тиндик | 3.15,96  |
| Стрибки у висоту          | Дмитро Яковенко Кіровоградська область                                               | 2,20     | Юрій Крімаренко КиївАндрій Ковальов Херсонська область                           | 2,20     | не вручалась                                                            |          |
| Стрибки з жердиною        | Владислав Ревенко Київська область                                                   | 5,50     | Олександр Корчмід Київська область                                               | 5,50     | Максим Мазурик Донецька область                                         | 5,40     |
| Стрибки в довжину         | Тарас Неледва Луганська область                                                      | 7,63     | Олексій Касьянов Запорізька область                                              | 7,59     | Сергій Никифоров Київська область                                       | 7,50     |
| Потрійний стрибок         | Віктор Ястребов Київська область                                                     | 16,18    | Дмитро Тидень Хмельницька область                                                | 16,05w   | Дмитро Чорнота Тернопільська область                                    | 15,89    |
| Штовхання ядра            | Віктор Самолюк Київська область                                                      | 18,23    | Микола Багач Київська область                                                    | 18,20    | Дмитро Савицький Одеська область                                        | 17,66    |
| Метання диска             | Олексій Семенов Донецька область                                                     | 62,49    | Станіслав Нестеровський Харківська область                                       | 61,65    | Роман Рижий Волинська область                                           | 60,67    |
| Метання молота[a]         | Євген Виноградов Київ                                                                | 72,43    | Андрій Мартинюк Черкаська область                                                | 69,21    | Олександр М'ягких Черкаська область                                     | 66,96    |
| Метання списа             | Дмитро Косинський Київська область                                                   | 78,04    | Олександр Чехлатий Харківська область                                            | 77,26    | Максим Богдан Волинська область                                         | 76,21    |
| Десятиборство             | Василь Іваницький Львівська область                                                  | 7525     | Олександр Паламарчук Київська область                                            | 7235     | Сергій Ярохович Дніпропетровська область                                | 7070     |

a  Первісно друге місце на чемпіонаті з результатом 69,72 м посів Дмитро Миколайчук з Київської області. Проте, у жовтні 2014 за рішенням виконавчого комітету ФЛАУ він був дискваліфікований за порушення антидопінгових правил з анулюванням всіх результатів змагань, показаних ним в період з 24 липня по 11 вересня 2014. Після перерозподілу медалей, Андрій Мартинюк став срібним призером чемпіонату, а бронзову нагороду отримав киянин Олександр М'ягких.

### Жінки
| Дисципліни                | Золото                                                                          | Золото   | Срібло                                                                                 | Срібло   | Бронза                                                                                   | Бронза   |
| ------------------------- | ------------------------------------------------------------------------------- | -------- | -------------------------------------------------------------------------------------- | -------- | ---------------------------------------------------------------------------------------- | -------- |
| 100 метрів                | Наталя Погребняк Харківська область                                             | 11,27    | Олеся Повх Запорізька область                                                          | 11,47    | Ксенія Карандюк Київська область                                                         | 11,53    |
| 200 метрів                | Наталя Погребняк Харківська область                                             | 23,02    | Наталія Строгова Луганська область                                                     | 23,12    | Ксенія Карандюк Київська область                                                         | 23,27    |
| 400 метрів                | Христина Стуй Київ                                                              | 51,58    | Наталія Пигида Київська область                                                        | 51,97    | Анна Рижикова Дніпропетровська область                                                   | 52,11    |
| 800 метрів                | Олена Сідорська Донецька область                                                | 2.03,44  | Анастасія Ткачук Запорізька область                                                    | 2.03,48  | Олеся Келемен Закарпатська область                                                       | 2.05,47  |
| 1500 метрів               | Наталія Прищепа Рівненська область                                              | 4.11,86  | Тамара Твердоступ Харківська область                                                   | 4.12,24  | Юлія Кутах Донецька область                                                              | 4.12,99  |
| 3000 метрів               | Юлія Кутах Донецька область                                                     | 9.18,74  | Наталія Тобіас Донецька область                                                        | 9.19,19  | Юлія Шматенко Херсонська область                                                         | 9.25,83  |
| 5000 метрів               | Анна Носенко Донецька область                                                   | 15.58,21 | Вікторія Хапіліна Запорізька область                                                   | 16.34,88 | Ольга Котовська Рівненська область                                                       | 16.38,62 |
| 100 метрів з бар'єрами    | Анна Плотіцина Харківська область                                               | 13,13    | Олена Яновська Вінницька область                                                       | 13,53    | Оксана Шкурат Сумська область                                                            | 13,57    |
| 400 метрів з бар'єрами    | Анна Тітімець Дніпропетровська область                                          | 56,30    | Олена Колесніченко Рівненська область                                                  | 56,55    | Вікторія Ніколенко Київ                                                                  | 57,23    |
| 3000 метрів з перешкодами | Марія Шаталова АР Крим                                                          | 10.03,01 | Валентина Кілярська Миколаївська область                                               | 10.24,62 | Ганна Печко Дніпропетровська область                                                     | 10.25,76 |
| 4×100 метрів              | Донецька областьАнатасія Голєнєва Ірина Скитська Вікторія Ткачук Дар'я Лунякіна | 45,84    | Київська областьТетяна Шевченко Ксенія Карандюк Анастасія Черемісіна Анастасія Міщенко | 46,91    | Дніпропетровська областьКатерина Гудкова Тетяна Компанієць Олена Глєбова Оксана Ботурчук | 47,78    |
| 4×400 метрів              | КиївОльга Бібік Вікторія Ніколенко Христина Стуй Юлія Краснощок                 | 3.33,53  | Донецька областьДарина Приступа Аліна Логвиненко Вікторія Ткачук Людмила Потапенко     | 3.36,01  | Київська областьЮлія Мороз Тетяна Шевченко Катерина Балясникова Ксенія Карандюк          | 3.39,26  |
| Стрибки у висоту          | Оксана Окунєва Миколаївська область                                             | 1,89     | Ірина Коваленко Запорізька область                                                     | 1,89     | Валентина Ляшенко Київська область                                                       | 1,89     |
| Стрибки з жердиною        | Ганна Шелех Донецька область                                                    | 4,20     | Тетяна Гапішко Київська область                                                        | 3,80     | Ксенія Черткошвілі Донецька область                                                      | 3,60     |
| Стрибки в довжину         | Оксана Зубковська Київ                                                          | 6,61     | Анна Корнута Харківська область                                                        | 6,51     | Маргарита Твердохліб Донецька область                                                    | 6,46     |
| Потрійний стрибок         | Руслана Цихоцька Чернівецька область                                            | 14,20w   | Ірина Ніколаєва Черкаська область                                                      | 13,89w   | Василина Бованко Київська область                                                        | 13,71    |
| Штовхання ядра            | Ольга Голодна Київська область                                                  | 17,51    | Анна Самолюк Київська область                                                          | 15,09    | Вікторія Савицька Одеська область                                                        | 14,45    |
| Метання диска             | Наталія Семенова Донецька область                                               | 63,33    | Вікторія Клочко Дніпропетровська область                                               | 57,17    | Ольга Абрамчук Дніпропетровська область                                                  | 56,13    |
| Метання молота            | Ганна Скидан Київ                                                               | 70,11    | Ірина Новожилова Херсонська область                                                    | 68,40    | Ірина Климець Волинська область                                                          | 58,47    |
| Метання списа             | Ганна Гацько-Федусова Запорізька область                                        | 67,29 NR | Катерина Дерун Київська область                                                        | 60,32    | Тетяна Фетіскіна Київ                                                                    | 55,17    |
| Семиборство               | Дарина Слобода Київська область                                                 | 5259     | Катерина Столярова Херсонська область                                                  | 4857     | Юлія Марченко Харківська область                                                         | 4847     |

## Окремі чемпіонати
Крім основного чемпіонату в Кіровограді, протягом року в різних містах України були також проведені чемпіонати України в окремих дисциплінах легкої атлетики серед дорослих спортсменів.

### Стадіонні дисципліни
- Зимовий чемпіонат України з легкоатлетичних метань 2014 був проведений 19-21 лютого в Ялті. Чемпіонат став основним етапом відбору національної збірної на Кубок Європи з метань, що відбувся 14-15 березня в Лейрії[5].
- Чемпіонат України з бігу на 10000 метрів 2014 був проведений 16 травня в Києві на НСК «Олімпійський». За підсумками чемпіонату був сформований склад команди для участі в Кубку Європи з бігу на 10000 метрів, що 7 червня відбувся у Скоп'є[6].

#### Чоловіки
| Дисципліни               | Золото                                     | Золото   | Срібло                                   | Срібло   | Бронза                              | Бронза   |
| ------------------------ | ------------------------------------------ | -------- | ---------------------------------------- | -------- | ----------------------------------- | -------- |
| Метання диска (зимовий)  | Микита Нестеренко Дніпропетровська область | 61,61    | Олексій Семенов Донецька область         | 58,15    | Іван Панасюк Тернопільська область  | 56,32    |
| Метання молота (зимовий) | Андрій Мартинюк Черкаська область          | 71,49    | Дмитро Миколайчук Київська область       | 70,50    | Євген Виноградов Київ               | 67,54    |
| Метання списа (зимовий)  | Дмитро Косинський Київська область         | 82,28    | Максим Богдан Волинська область          | 80,40    | Олександр Ничипорчук Київ           | 75,76    |
| 10000 метрів             | Дмитро Лашин Київська область              | 28.59,20 | Роман Романенко Дніпропетровська область | 29.19,01 | Іван Стребков Тернопільська область | 29.28,08 |

#### Жінки
| Дисципліни               | Золото                                   | Золото   | Срібло                            | Срібло   | Бронза                                  | Бронза   |
| ------------------------ | ---------------------------------------- | -------- | --------------------------------- | -------- | --------------------------------------- | -------- |
| Метання диска (зимовий)  | Наталія Семенова Донецька область        | 57,34    | Катерина Карсак Одеська область   | 53,47    | Ольга Абрамчук Дніпропетровська область | 52,98    |
| Метання молота (зимовий) | Ірина Новожилова Херсонська область      | 66,93    | Ірина Секачова Київ               | 63,91    | Ірина Климець Волинська область         | 59,94    |
| Метання списа (зимовий)  | Ганна Гацько-Федусова Запорізька область | 59,55    | Тетяна Холодович Білорусь         | 57,19    | Тамара Євдокимова Львівська область     | 50,37    |
| 10000 метрів             | Ольга Скрипак Київ                       | 33.09,56 | Тетяна Головченко Сумська область | 33.14,18 | Ганна Носенко Донецька область          | 33.47,69 |

### Шосейна спортивна ходьба
- Зимовий чемпіонат України зі спортивної ходьби 2014 був проведений 28 лютого в Алушті на шосейній трасі, прокладеній вздовж набережної Професорського куточку. Алушта вперше за часів незалежності України прийняла це змагання, які стали головним етапом відбору на Кубок світу зі спортивної ходьби, що був проведений 3-4 травня в Тайцані[7].
- Чемпіонат України зі спортивної ходьби на 20 кілометрів 2014 був проведений 14 червня в Сумах.
- Чемпіонат України зі спортивної ходьби на 50 кілометрів 2014 був проведений 19 жовтня в Івано-Франківську.

#### Чоловіки
| Дисципліни                     | Золото                           | Золото       | Срібло                               | Срібло    | Бронза                                 | Бронза    |
| ------------------------------ | -------------------------------- | ------------ | ------------------------------------ | --------- | -------------------------------------- | --------- |
| Ходьба 20 кілометрів (зимовий) | Іван Лосев Донецька область      | 1:19.33,0    | Ігор Лященко Київська область        | 1:20.01,0 | Костянтин Пузанов Закарпатська область | 1:20.12,0 |
| Ходьба 20 кілометрів           | Андрій Ковенко Вінницька область | 1:22.00,0    | Ігор Сахарук Волинська область       | 1:24.29,0 | Костянтин Пузанов Закарпатська область | 1:24.59,0 |
| Ходьба 35 кілометрів (зимовий) | Ігор Сахарук Волинська область   | 2:30.17,0 NR | Олексій Казанін Донецька область     | 2:30.20,0 | Іван Банзерук Волинська область        | 2:30.58,0 |
| Ходьба 50 кілометрів           | Сергій Будза Київська область    | 3:48.50      | Андрій Гречковський Київська область | 3:49.06   | Ігор Сахарук Волинська область         | 3:57.50   |

#### Жінки
| Дисципліни                     | Золото                      | Золото    | Срібло                              | Срібло    | Бронза                             | Бронза    |
| ------------------------------ | --------------------------- | --------- | ----------------------------------- | --------- | ---------------------------------- | --------- |
| Ходьба 20 кілометрів (зимовий) | Інна Кашина Сумська область | 1:30.17,0 | Олена Шумкіна Донецька область      | 1:30.41,0 | Галина Яковчук Житомирська область | 1:32.46,0 |
| Ходьба 20 кілометрів           | Інна Кашина Сумська область | 1:34.51,0 | Василина Вітовщик Волинська область | 1:35.24,0 | Ольга Яковенко Вінницька область   | 1:37.59,0 |

### Крос та гірський біг
- Весняний чемпіонат України з кросу 2014 був проведений 28-29 березня в Цюрупинську. Власне траса змагань була прокладена поблизу дослідної станції Цюрупинського лісництва, в 1 км від самого міста[8][9].
- Осінній чемпіонат України з кросу 2014 був проведений 25 жовтня в Білій Церкві на трасі, прокладеній в Дендропарку «Олександрія».
- Чемпіонат України з гірського бігу 2014 був проведений 1 червня у Сколе. Первісно змагання були заплановані до проведення у Балаклаві, але в зв'язку з анексією Криму Росією були перенесені до Львівської області[10].

#### Чоловіки
| Дисципліни            | Золото                                   | Золото | Срібло                                  | Срібло | Бронза                                | Бронза |
| --------------------- | ---------------------------------------- | ------ | --------------------------------------- | ------ | ------------------------------------- | ------ |
| Крос 4 км (весняний)  | Андрій Мельник Івано-Франківська область | 11.57  | Василь Коваль Житомирська область       | 12.01  | Руслан Даньків Тернопільська область  | 12.14  |
| Крос 10 км (весняний) | Ігор Порозов Дніпропетровська область    | 30.07  | Юрій Грицак Миколаївська область        | 30.53  | Олексій Обуховський Вінницька область | 31.20  |
| Крос 10 км (осінній)  | Ігор Гелетій Івано-Франківська область   | 31.03  | Олександр Матвійчук Хмельницька область | 31.04  | Дмитро Лашин Київська область         | 31.06  |
| Гірський біг 10,8 км  | Петро Михальчук Рівненська область       | 47.12  | Дмитро Пожевілов Харківська область     | 47.21  | Олексій Погорелий Харківська область  | 47.53  |

#### Жінки
| Дисципліни           | Золото                                   | Золото | Срібло                                    | Срібло | Бронза                                   | Бронза |
| -------------------- | ---------------------------------------- | ------ | ----------------------------------------- | ------ | ---------------------------------------- | ------ |
| Крос 4 км (весняний) | Вікторія Погорєльська Харківська область | 13.34  | Наталія Батрак Харківська область         | 13.44  | Юлія Шматенко Херсонська область         | 14.11  |
| Крос 8 км (весняний) | Наталія Батрак Харківська область        | 28.30  | Вікторія Погорєльська Харківська область  | 28.31  | Олександра Олійник Миколаївська область  | 28.39  |
| Крос 8 км (осінній)  | Тетяна Головченко Сумська область        | 28.57  | Ганна Носенко Донецька область            | 29.00  | Валентина Кілярська Миколаївська область | 29.31  |
| Гірський біг 7,5 км  | Катерина Карманенко Рівненська область   | 40.31  | Оксана Угринчук Івано-Франківська область | 42.22  | Ольга Луць Київ                          | 43.58  |

### Шосейний біг
- Чемпіонат України з бігу на 1 милю був проведений 28 вересня на шосейній трасі, прокладеній у Чернівцях навколо Соборної площі.
- Чемпіонат України з бігу на 10 кілометрів 2014 був проведений 21 вересня у Львові.
- Чемпіонат України з напівмарафону 2014 був проведений 12 квітня в Харкові на шосейній трасі, прокладеній вулицями міста[11].
- Чемпіонат України з марафонського бігу 2014 був проведений 5 жовтня у Білій Церкві в межах Білоцерківського марафону.
- Чемпіонат України з бігу на 100 кілометрів 2014 був проведений 24 травня у Вишгороді в межах 1-го ультрамарафону «Княжа сотня» на 4-кілометровій кільцевій трасі, прокладеній вздовж набережної Дніпра.
- Чемпіонат України з добового бігу 2014 був проведений 20-21 вересня в Києві.
- Чемпіонат України з 48-годинного бігу 2014 був проведений 28-30 червня у Вінниці.

#### Чоловіки
| Дисципліни      | Золото                                   | Золото  | Срібло                                 | Срібло  | Бронза                              | Бронза  |
| --------------- | ---------------------------------------- | ------- | -------------------------------------- | ------- | ----------------------------------- | ------- |
| 1 миля          | Артем Казбан Дніпропетровська область    | 4.32,8  | Володимир Киц Київська область         | 4.34,4  | Іоан Зайзан Румунія                 | 4.35,9  |
| 10 кілометрів   | Ігор Порозов Дніпропетровська область    | 28.30,0 | Микола Юхимчук Полтавська область      | 28.45,0 | Юрій Русюк Волинська область        | 28.49,0 |
| Напівмарафон    | Роман Романенко Дніпропетровська область | 1:05.50 | Ігор Гелетій Івано-Франківська область | 1:05.51 | Сергій Українець Рівненська область | 1:10.48 |
| Марафон         | Роман Романенко Дніпропетровська область | 2:14.50 | Юрій Русюк Волинська область           | 2:18.01 | Сергій Українець Рівненська область | 2:19.07 |
| 100 кілометрів  | Роман Гаврилюк Закарпатська область      | 7:43.35 | Руслан Красовський Сумська область     | 8:23.43 | Віталій Носов Рівненська область    | 9:24.11 |
| Добовий біг     | Ігор Мудрик Вінницька область            | 187,927 | Олександр Косик Київ                   | 182,510 | Микола Крук Київ                    | 177,800 |
| 48-годинний біг | Дмитро Пасічник Вінницька область        | 250,660 | Микола Крук Київ                       | 249,115 | Валерій Боженов Донецька область    | 231,077 |

#### Жінки
| Дисципліни      | Золото                                   | Золото     | Срібло                                   | Срібло     | Бронза                                 | Бронза     |
| --------------- | ---------------------------------------- | ---------- | ---------------------------------------- | ---------- | -------------------------------------- | ---------- |
| 1 миля          | Діана Киричук Миколаївська область       | 5.25,19    | Валентина Кілярська Миколаївська область | 5.27,39    | Олеся Келемен Закарпатська область     | 5.43,09    |
| 10 кілометрів   | Ольга Котовська Рівненська область       | 32.53,0    | Світлана Станко Рівненська область       | 33.03,0    | Катерина Карманенко Рівненська область | 33.07,0    |
| Напівмарафон    | Вікторія Погорєльська Харківська область | 1:12.38    | Тетяна Вернигор Харківська область       | 1:12.49    | Ольга Скрипак Київ                     | 1:15.35    |
| Марафон         | Олена Білощук-Попова Хмельницька область | 2:40.07    | Катерина Карманенко Рівненська область   | 2:40.20    | Віта Потерюк Рівненська область        | 2:41.37    |
| 100 кілометрів  | Ганна Якубанець Сумська область          | 10:21.40   | Людмила Скалига Київ                     | 10:45.26   | не вручалась                           |            |
| Добовий біг     | Світлана Іпатко Київ                     | 151,176 км | Ірина Петренко Київська область          | 134,938 км | Лариса Лабарткава Львівська область    | 130,643 км |
| 48-годинний біг | Людмила Скалига Київ                     | 232,082    | Лариса Лабарткава Львівська область      | 224,029    | Ірина Петренко Київська область        | 214,311    |